# Wolves (Selena Gomez & Marshmello)
Wolves is een nummer uit 2017 van de Amerikaanse zangeres Selena Gomez en de Amerikaanse dj Marshmello.
Hoewel "Wolves" in de Amerikaanse Billboard Hot 100 slechts een bescheiden 20e positie behaalde, leverde het Gomez en Marshmello toch een gigantische wereldhit op. In de Nederlandse Top 40 wist het bijvoorbeeld de nummer 2-positie te behalen, het was Ed Sheerans "Perfect" die het nummer van de eerste positie afhield. In de Vlaamse Ultratop 50 haalde het nummer de 7e positie. 18 weken lang 